# Stazione di Melegnano
La stazione di Melegnano è una stazione ferroviaria posta sulla linea storica Milano-Bologna: serve il centro abitato della città di Melegnano e della limitrofa Riozzo, frazione di Cerro al Lambro.

## Storia
La stazione entrò in funzione il 14 novembre 1861, in contemporanea con l'apertura della tratta da Milano a Piacenza parte dell'asse ferroviario Milano Bologna, ed era dotata in origine di 3 binari per il servizio viaggiatori, di un quarto binario tronco di servizio posto a nord lato Milano della stazione e di un ulteriore binario posto più a sud lato Piacenza che collegava ad una sotto stazione elettrica nei pressi del bivio PC Melegnano, dove erano presenti anche alcuni fasci di binari utilizzati per il ricovero del materiale rotabile, ed era dotata anche di un piccolo scalo merci con annesso un deposito locomotive.
Nel corso del 2014 la stazione venne pesantemente ristrutturata da parte del gestore della infrastruttura ossia RFI.
Venne creata una pensilina sui binari 2 e 3 per permettere il riparo per i viaggiatori dalle intemperie, alzato il marciapiede per rispettare la moderna direttiva UE, ristrutturati gli arredi interni, creata una nuova biglietteria, una sala d'aspetto e un locale commerciale dove è presente anche una piccola edicola.
Venne anche rimossa la postazione del Capo Stazione, dato che tale figura fu rimossa da parte di RFI, e da allora la stazione è impresenziata, gestita in telecomando dal DCO di Milano Centrale.
Lo scalo merci, in disuso dalla fine degli anni ottanta, venne smantellato, e i binari di raccordo rimossi, ed al loro posto fu costruito un ampio parcheggio gratuito utilizzabile dai pendolari.
Venne infine rimosso anche il quarto binario tronco posto a nord lato Milano

## Strutture e impianti
Attualmente la stazione dispone di 3 binari tutti atti al il servizio viaggiatori e coperti da pensilina, più un quarto binario di servizio posto più a sud lato Piacenza usato principalmente per precedenze.
Il binario 3 è collegato ad un raccordo che collega la stazione ad una sottostazione elettrica posta più a sud; inoltre, sempre dallo stesso binario ma più a nord, v'era un altro raccordo ora rimosso, proveniente dal locale consorzio agrario.
Il binario 1 è dedicato ai treni con numerazione dispari, diretti a sud (Lodi/Piacenza); fermano i treni Trenord della linea S1 del servizio suburbano di Milano provenienti da Saronno/Milano Bovisa diretti a Lodi e un unico treno regionale di Trenitalia proveniente da Milano Centrale e diretto a Pisa Centrale, alle ore 7:12.
Il binario 2 è dedicato invece ai treni con numerazione pari, diretti a nord (Milano); fermano i treni S1 provenienti da Lodi e diretti a Saronno/Milano Bovisa.
Il binario 3 è utilizzato infine come binario di testa per i treni della linea S12 che hanno capolinea Melegnano e sono diretti a Milano Bovisa; è anche utilizzato per effettuare le precedenze tra treni.

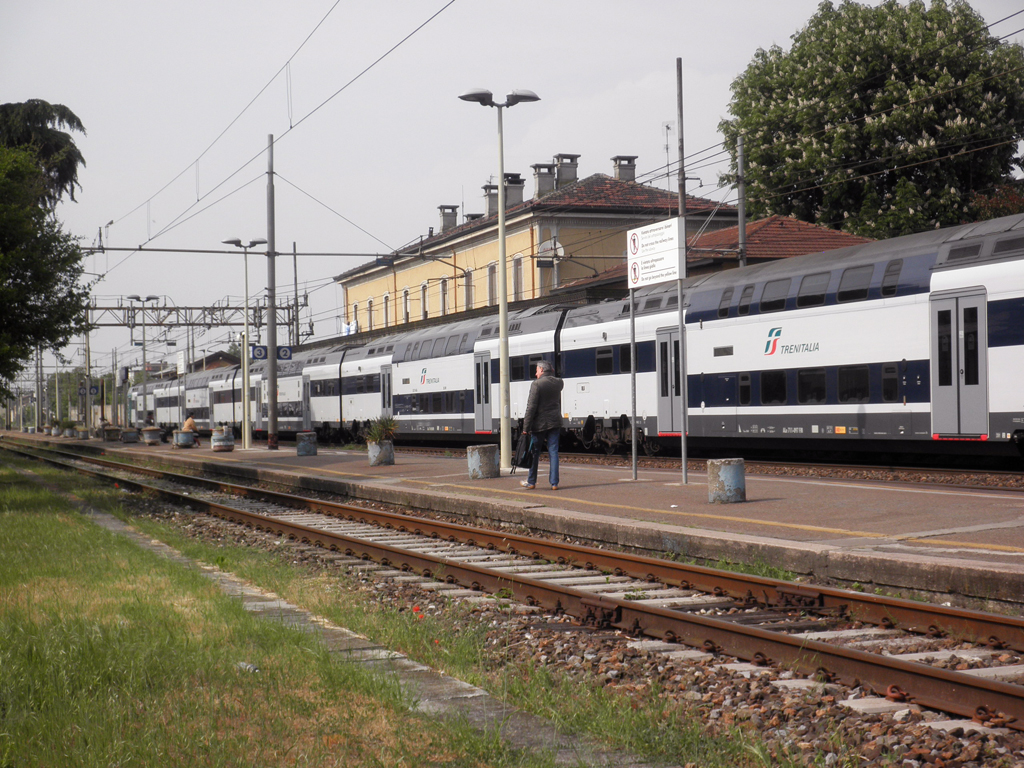
TSR della linea S1 a Melegnano

## Movimento
Fino al 2009, la stazione era servita da coppie di treni regionali di Trenitalia sulla relazione Milano Greco Pirelli - Piacenza e da un interregionale per Livorno Centrale.
Dal 2009, a seguito del potenziamento della relazione, la stazione è servita dai treni della linea S1 del servizio ferroviario suburbano di Milano, sulla relazione Saronno-Milano-Lodi, eserciti da Trenord nell'ambito del contratto di servizio stipulato con la Regione Lombardia, cadenzati con frequenza semioraria dalle 6 alle 24 tutti i giorni. 
Con la attivazione della linea S1, cessano di fare fermata a Melegnano i treni regionali della relazione Milano Greco Pirelli Piacenza. 
È servita anche dai treni della linea S12 Melegnano - Milano Bovisa, attivata il 12 settembre 2016. 
Oltre ai collegamenti suburbani, è presente anche un unico treno regionale di Trenitalia, diretto a Pisa Centrale.
A partire da agosto 2023, dopo la soppressione dovuta all'epidemia di COVID-19, la stazione è ritornata ad essere capolinea dalla linea S12, con 4 coppie di corse per giorno feriale.
A partire da giugno 2024, la linea S12 è stata prolungata fino a Cormano-Cusano, aumentando le corse a 10 coppie per giorno feriale con il cambio d'orario; con il successivo cambio d'orario, nel dicembre 2024, la S12 ha ottenuto il cadenzamento semiorario su tutto l'arco della giornata, ma allo stesso tempo è stata nuovamente troncata a Milano Bovisa.

## Servizi
La stazione dispone di:
- Biglietteria automatica
- Sala d'attesa
- Servizi igienici
- Bar

## Interscambi
- Fermata autobus